# Sneeuwstorm - stoomboot bij de mond van een haven
Sneeuwstorm - stoomboot bij de mond van een haven is een schilderij van de Engelse schilder William Turner.
De Engelse titel van het doek is Snow Storm - Steam-Boat off a Harbour's Mouth. Joseph William Turner (1775 - 1851) schilderde dit werk rond 1842 en critici beschreven het in eerste instantie als 'zeepsop en kalk', maar al snel kreeg dit werk de waardering die het verdiende. 
Storm op zee en schipbreuk waren belangrijke thema's in de Britse visuele cultuur in de eerste helft van de negentiende eeuw. Turner wist als geen ander deze onderwerpen telkens opnieuw leven in te blazen. Het verkennen van de effecten van de elementen en het feit dat mensen niet in staat zijn om de krachten van de natuur te beheersen, komt in veel van zijn schilderijen terug.
Dit schilderij toont een schip in nood voor de Engelse kust. De legende wil dat Turner zich heeft laten vastbinden aan de mast van het schip, maar dat is waarschijnlijk niet waar. Hij schijnt wel gezegd te hebben: "Ik schilderde het niet om begrepen te worden, maar om te laten zien hoe zo'n gebeurtenis is".
Het werk is te zien in de Tate Collection in Londen.